# La ragazza del passato
La ragazza del passato è il romanzo d'esordio della scrittrice statunitense Amy Gentry.

## Trama
Sono passati otto anni da quella notte in cui la vita della famiglia Whitaker è stata sconvolta. Un uomo si è introdotto in casa e ha rapito la primogenita Julie, tredicenne amata e benvoluta da tutti, con la sorella minore Jane che ha assistito impotente al sequestro. Le indagini non hanno risolto il mistero e Julie non è mai stata ritrovata, nonostante le sue abitudini completamente passate al setaccio. Mamma Anna, professoressa universitaria, e papà Tom, contabile che ha aperto una fondazione a nome di Julie, sono riusciti faticosamente a ricostruire una tranquillità familiare e a non darsi la colpa per quanto accaduto, ormai rassegnati all'idea che la figlia sia stata uccisa e sepolta chissà dove.
Una sera però tutto cambia di nuovo. I Whitaker sono riuniti a tavola, con Jane appena rientrata dal college, quando suonano alla porta. Anna si trova davanti Julie, quasi irriconoscibile dopo otto anni lontana, ma ogni madre sa riconoscere la propria figlia. Julie è sottoposta a tutti gli accertamenti e la famiglia fa quadrato intorno a lei per aiutarla a ritrovare la serenità. Anna è contattata da Alex Mercado, un investigatore privato convinto che la ragazza non sia Julie e che a suo tempo gli inquirenti siano stati troppo frettolosi nel chiudere le indagini. Assalita da mille dubbi, Anna si interroga se la persona cui sta dando ospitalità sia proprio Julie.

## Edizioni
- Amy Gentry, La ragazza del passato, 1ª ed., Garzanti, 2017,  p. 239, ISBN 978-88-116-7255-5.